# Sepiot (Pomerania)
Sepiot [pronunciación en polaco: /ˈsɛpjɔt/] es un Asentamiento ubicado en el distrito administrativo de Gmina Chojnice, dentro del Condado de Chojnice, Voivodato de Pomerania, en Polonia del norte. Se encuentra aproximadamente a 18 kilómetros al noroeste de Chojnice y a 98 kilómetros al suroeste de la capital regional Gdańsk.
Para detalles de la historia de la región, véase Historia de Pomerania.